# Pattinaggio di velocità ai XXII Giochi olimpici invernali - Inseguimento a squadre maschile
La gara dell'inseguimento a squadre maschile di pattinaggio di velocità dei XXII Giochi olimpici invernali di Soči si è disputata nella giornata del 22 febbraio nella Adler Arena.
Campionessa olimpica uscente era la nazionale canadese formata da Mathieu Giroux, Lucas Makowsky e Denny Morrison che aveva conquistato l'oro a Vancouver 2010, sopravanzando nell'ordine quella statunitense e quella olandese.
La gara è stata vinta dalla nazionale olandese composta da Jan Blokhuijsen, Sven Kramer e Koen Verweij che ha preceduto quella sudcoreana e quella polacca.
Nei mesi di novembre e dicembre del 2017 la commissione disciplinare del Comitato Olimpico Internazionale ha preso atto delle violazioni alle normative antidoping compiute da Ivan Skobrev ed Aleksandr Rumjancev in occasione delle Olimpiadi di Soči, annullando conseguentemente il risultato ottenuto dalla nazionale russa.

## Risultati

### Quarti di finale
| Pos.               | Nazione       | Atlete                                              | Tempo   | Distacco | Note         |
| ------------------ | ------------- | --------------------------------------------------- | ------- | -------- | ------------ |
| Quarto di finale 1 |               |                                                     |         |          |              |
| 1                  | Canada        | Mathieu Giroux Lucas Makowsky Denny Morrison        | 3:43.30 |          | Semifinale 1 |
| 2                  | Stati Uniti   | Shani Davis Brian Hansen Jonathan Kuck              | 3:46.82 | +3.52    | Finale D     |
| Quarto di finale 2 |               |                                                     |         |          |              |
| 1                  | Corea del Sud | Joo Hyong-Jun Kim Cheol-Min Lee Seung-Hoon          | 3:40.84 |          | Semifinale 1 |
| 2                  | Russia        | Aleksandr Rumjancev Denis Juskov Ivan Skobrev       | 3:44.22 | +3.38    | Finale C     |
| Quarto di finale 3 |               |                                                     |         |          |              |
| 1                  | Polonia       | Zbigniew Bródka Konrad Niedźwiedzki Jan Szymański   | 3:42.78 |          | Semifinale 2 |
| 2                  | Norvegia      | Håvard Bøkko Håvard Lorentzen Sverre Lunde Pedersen | 3:43.19 | +0.41    | Finale C     |
| Quarto di finale 4 |               |                                                     |         |          |              |
| 1                  | Paesi Bassi   | Jan Blokhuijsen Sven Kramer Koen Verweij            | 3:44.48 |          | Semifinale 2 |
| 2                  | Francia       | Alexis Contin Ewen Fernandez Benjamin Macé          | 3:53.17 | +8.69    | Finale D     |

### Semifinali
| Pos.         | Nazione       | Atlete                                            | Tempo   | Distacco | Note     |
| ------------ | ------------- | ------------------------------------------------- | ------- | -------- | -------- |
| Semifinale 1 |               |                                                   |         |          |          |
| 1            | Corea del Sud | Joo Hyong-Jun Kim Cheol-Min Lee Seung-Hoon        | 3:42.32 |          | Finale A |
| 2            | Canada        | Mathieu Giroux Lucas Makowsky Denny Morrison      | 3:45.28 | +2.96    | Finale B |
| Semifinale 2 |               |                                                   |         |          |          |
| 1            | Paesi Bassi   | Jan Blokhuijsen Sven Kramer Koen Verweij          | 3:40.79 |          | Finale A |
| 2            | Polonia       | Zbigniew Bródka Konrad Niedźwiedzki Jan Szymański | 3:52.08 | +11.29   | Finale B |

### Finali
| Pos.     | Nazione       | Atlete                                                  | Tempo   | Distacco |
| -------- | ------------- | ------------------------------------------------------- | ------- | -------- |
| Finale A |               |                                                         |         |          |
|          | Paesi Bassi   | Jan Blokhuijsen Sven Kramer Koen Verweij                | 3:37.71 |          |
|          | Corea del Sud | Joo Hyong-Jun Kim Cheol-Min Lee Seung-Hoon              | 3:40.85 | +3.14    |
| Finale B |               |                                                         |         |          |
|          | Polonia       | Zbigniew Bródka Konrad Niedźwiedzki Jan Szymański       | 3:41.94 |          |
| 4        | Canada        | Mathieu Giroux Lucas Makowsky Denny Morrison            | 3:44.27 | +2.33    |
| Finale C |               |                                                         |         |          |
| 5        | Norvegia      | Håvard Bøkko Sverre Lunde Pedersen Simen Spieler Nilsen | 3:44.91 |          |
| DSQ      | Russia        | Aleksandr Rumjancev Aleksej Esin Denis Juskov           | 3:49.85 | +4.94    |
| Finale D |               |                                                         |         |          |
| 7        | Stati Uniti   | Brian Hansen Jonathan Kuck Joey Mantia                  | 3:46.50 |          |
| 8        | Francia       | Alexis Contin Ewen Fernandez Benjamin Macé              | 3:51.76 | +5.26    |

Data: Sabato 22 febbraio 2014

Ora locale: 17:30

Pista: Adler Arena 

Legenda:
- DNS = non partito (did not start)
- DNF = prova non completata (did not finish)
- DSQ = squalificato (disqualified)
- Pos. = posizione